# 北村亘 (行政学者)
北村 亘（きたむら わたる、1970年- ）は、日本の行政学者。大阪大学大学院法学研究科教授。専門は行政学、地方自治。

## 人物
1970年、京都府生まれ。1998年、京都大学大学院法学研究科博士後期課程修了。京都大学博士（法学）。甲南大学法学部助教授、大阪市立大学大学院法学研究科准教授などを経て、現在、大阪大学大学院法学研究科教授。

## 著書

### 単著
- 『地方財政の行政学的分析』（有斐閣, 2009年）
- 『政令指定都市』（中公新書, 2013年）